# Aloeides egerides
Aloeides egerides är en fjärilsart som beskrevs av Riley 1938. Aloeides egerides ingår i släktet Aloeides och familjen juvelvingar. IUCN kategoriserar arten globalt som livskraftig. Inga underarter finns listade i Catalogue of Life.